# Jean Gigoux
Pour les articles homonymes, voir Gigoux.
Jean Gigoux, né Jean François Gigoux le 6 janvier 1806 à Besançon et mort à Paris le 11 décembre 1894, est un peintre, dessinateur, lithographe, illustrateur et collectionneur d'art français.

## Biographie

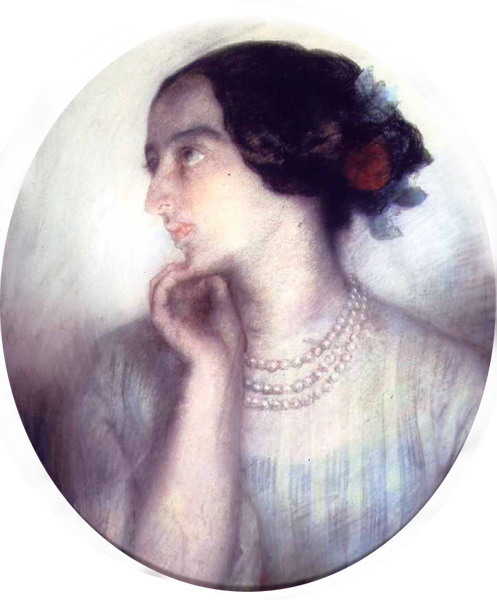
Portrait d'Anna Hanska (Anna Mniszech) (1853), fille de Madame Hanska, pastel, Paris, Maison de Balzac.

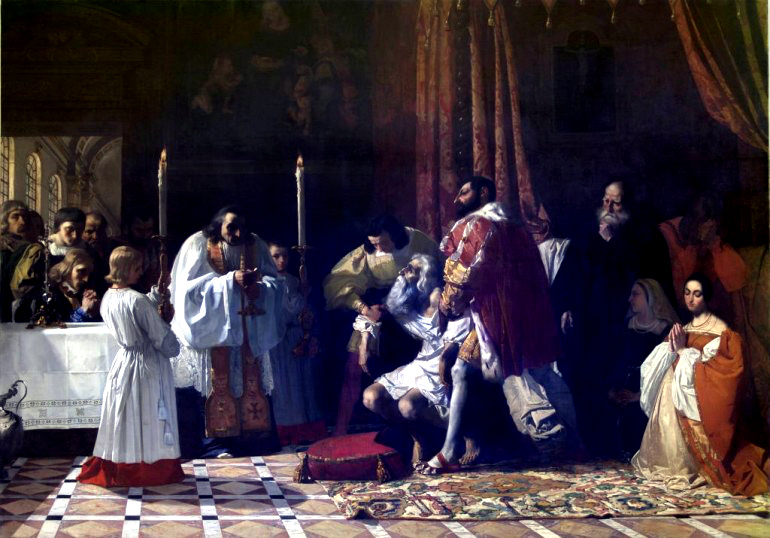
Les derniers Moments de Léonard de Vinci (1835), musée des beaux-arts et d'archéologie de Besançon.

Jean Gigoux est né dans une maison située sur l'actuelle place Jean Gigoux à Besançon. Son père, Claude Étienne Gigoux (parfois orthographié Gigout) est maréchal-ferrant. Originaire de Seveux (Haute-Saône), il a épousé à Besançon le 20 frimaire de l'an V (10 décembre 1796) Jeanne Françoise Lamarche, elle aussi originaire de Haute-Saône. Trois filles naissent de leur union avant la naissance de Jean et de sa sœur jumelle Élise, le 6 janvier 1806. Jean Gigoux étudie à l'École des beaux-arts de Besançon, puis à l'École des beaux-arts de Paris en 1828.
En 1833, il collabore au Magasin pittoresque. En 1835, il illustre de 850 gravures sur bois le Gil Blas de Lesage, ce qui lui vaut une grande notoriété.
Il est nommé chevalier de la Légion d'honneur le 4 juin 1842, puis est promu officier le 13 juillet 1880.
Il publie en 1885 une série de Causeries sur les artistes de son temps.
Il vécut avec la comtesse Hańska, la veuve d'Honoré de Balzac.
À sa mort en 1894, il lègue plus de 3 000 dessins et 460 tableaux des écoles espagnole, nordique, allemande et anglaise — notamment un Portrait du duc de Richelieu par Thomas Lawrence — au musée des Beaux-Arts et d'Archéologie de Besançon, dont il devint ainsi l'un des quatre principaux donateurs. Les catalogues de la collection et des œuvres de Gigoux ont été publiés l'année suivant sa mort par Alexandre Estignard. Une tombe-monument lui est consacrée au cimetière des Champs Bruley de Besançon.
Une exposition lui a été consacrée au musée des Beaux-Arts de Rouen en 2007-2008.

## Distinctions
- Officier de la Légion d'honneur (1880)

## Œuvres

### Œuvres dans les collections publiques
- Besançon, musée des beaux-arts et d'archéologie :
  - Portrait de Gabriel Laviron, 1834, huile sur toile ;
  - L'Horoscope, 1834, huile sur toile ;
  - Les derniers Moments de Léonard de Vinci, 1835, huile sur toile[6] ;
  - La Mort de Cléopâtre, vers 1850-1851, huile sur toile, esquisse[7] ;
  - La Mort de Cléopâtre, huile sur toile[8] ;
  - Sainte Madeleine pénitente, 1852, huile sur toile[9] ;
  - Première rêverie - Jeune fille songeant ou la Mélancolie, 1867, huile sur toile[10] ;
  - Le Père Lecour, 1875, huile sur toile[11] ;
  - Jeune Garçon en buste, l'épaule nue, huile sur toile[12].
- Besançon, musée du Temps :
  - Portrait de Charles Fourier
- Bordeaux, musée des beaux-arts : 
  - Antoine et Cléopâtre après la bataille d’Actium, 1837, huile sur toile[13].
  - Le baptême de Clovis, 1844, huile sur toile[14].
- Chambéry, musée des beaux-arts : La Mort de Cléopâtre, 1850.
- Dijon, musée Magnin :
  - Jeune Femme en buste ;
  - Portrait de Charles Fourrier, d'après Gigoux.
- Gray, musée Baron-Martin : Le bain de flore (variante de Vénus au bain), lithographie, d'après Prud'hon, 21 x 16 cm.
- Paris :
  - Maison de Balzac :
    - Madame Hanska, entre 1850 et 1860, huile sur toile[15] ;
    - Portrait d'Anna Hanska (Anna Mniszech), pastel[16] ;
    - Salon d'Ève Hanska, veuve de Balzac, entre 1850 et 1880, huile sur toile[17].

  - musée du Louvre : Le lieutenant-général Joseph Dwernicki (1779-1857), 1833, huile sur toile[18].
  - musée d'Orsay : Le Bon Samaritain (vers 1857) ; Portrait d'homme (1891)[19]
  - palais du Luxembourg, chapelle : quatre huiles sur toile, 1842[20].
  - Petit Palais : Un coin de salon chez le peintre[21]
- Quimper, musée des Beaux-arts, Portrait de Mlle Elisa Journet vers 1830, huile sur toile, 0,32 par 0,25[22].
- Rennes, Musée des Beaux-Arts, Portrait d'homme (Autoportrait?)
- Versailles, musée de l'Histoire de France : Prise de Gand. 11 juillet 1745, 1837, huile sur toile[23].

### Œuvres référencées, non localisées
- La Convalescence[4]
- Galatée[4]
- Portrait de Victor Considerant[4]

### Lithographies
- Portrait de Mr. Artot (Musée Wittert, Université de Liège)
- Laure et Pétrarque, publiée dans L'Artiste (Musée Wittert, Université de Liège)
- Mlle de Belle-Isle, publiée dans L'Artiste (Musée Wittert, Université de Liège)

## Élèves
- Henri Baron (1816-1885)
- Faustin Besson (1821-1882)
- Honoré Chapuis (1817-1896)
- Léopold Flameng (1831-1911)
- Louis Français (1814-1897)
- Auguste-Louis-Gabriel Leconte de Roujou (1819-1902)
- Alfred Lemercier (1831-1900)
- Ferdinand Louis Perron (1823-1870), assistant

## Iconographie
- Léon Bonnat, Portrait  de Jean Gigoux (1880), musée des beaux-arts et d'archéologie de Besançon.
- Jules Dalou, Jean Gigoux, 1894, buste en marbre, musée des beaux-arts et d'archéologie de Besançon[24].
- Mniszech, portrait assis tenant de la main gauche un carton à dessins, musée des beaux-arts et d'archéologie de Besançon[4].
- M. Lapret, Portrait de Jean Gigoux assis appuyé sur une canne, photographie[4].